# Kabinett Broglie I

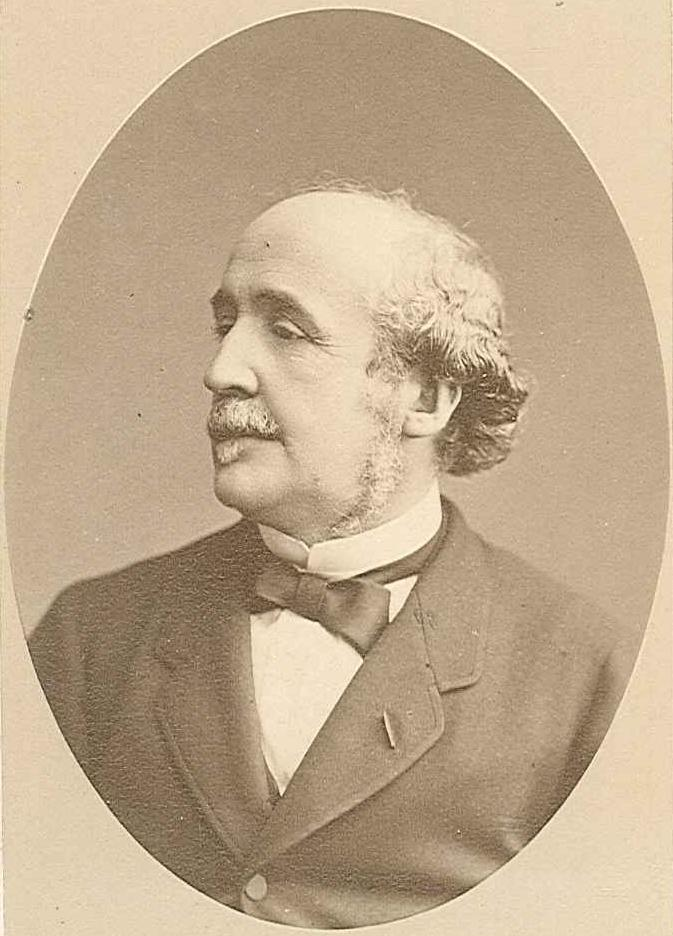
Albert de Broglie war zwischen 1873 und 1874 sowie 1877 Premierminister Frankreichs

Das erste Kabinett Broglie war eine Regierung der Dritten Französischen Republik. Es wurde am 24. Mai 1873 von Premierminister Albert de Broglie gebildet und löste das Kabinett Dufaure II ab. Es blieb bis zum 26. November 1873 im Amt und wurde daraufhin vom Kabinett Broglie II abgelöst. Broglie war formell Vice-Président du Conseil, während Staatspräsident Patrice de Mac-Mahon Président du Conseil war.
Im Kabinett waren neben einem Vertreter des Centre droit (CD) nur royalistische Gruppen vertreten: Orléanisten (Orl), Legitimisten (Leg) und Bonapartisten (Bon).

## Kabinett
Dem Kabinett gehörten folgende Minister an:
| Amt                                                              | Name                                                | Gruppe  | Beginn der Amtszeit       | Ende der Amtszeit              |
| ---------------------------------------------------------------- | --------------------------------------------------- | ------- | ------------------------- | ------------------------------ |
| Premierminister                                                  | Albert de Broglie                                   | Orl     | 25. Mai 1873              | 26. November 1873              |
| Außenminister                                                    | Albert de Broglie                                   | Orl     | 25. Mai 1873              | 26. November 1873              |
| Kriegsminister                                                   | Ernest Courtot de Cissey François Charles du Barail | Orl Bon | 25. Mai 1873 29. Mai 1873 | 29. Mai 1873 26. November 1873 |
| Minister für öffentlichen Unterricht, schöne Künste und Religion | Anselme Polycarpe Batbie                            | Orl     | 25. Mai 1873              | 26. November 1873              |
| Innenminister                                                    | Charles Beulé                                       | Orl     | 25. Mai 1873              | 26. November 1873              |
| Siegelbewahrer und Justizminister                                | Jean Ernoul                                         | Leg     | 25. Mai 1873              | 26. November 1873              |
| Minister für Marine und Kolonien                                 | Charles de Dompierre d’Hornoy                       | Leg     | 25. Mai 1873              | 26. November 1873              |
| Finanzminister                                                   | Pierre Magne                                        | Bon     | 25. Mai 1873              | 26. November 1873              |
| Minister für öffentliche Arbeiten                                | Alfred Deseilligny                                  | CD      | 25. Mai 1873              | 26. November 1873              |
| Minister für Landwirtschaft und Handel                           | Marie-Joseph-Mélite Roullet de La Bouillerie        | Leg     | 25. Mai 1873              | 26. November 1873              |

Dem Kabinett gehörten folgende Sous-secrétaires d'État an:
| Amt              | Name          | Gruppe | Beginn der Amtszeit | Ende der Amtszeit |
| ---------------- | ------------- | ------ | ------------------- | ----------------- |
| Innenministerium | Ernest Pascal | Bon    | 25. Mai 1873        | 10. Juni 1873     |

## Historische Einordnung
Nach dem Rücktritt von Staatspräsident Adolphe Thiers hatte die konservativ-royalistische Parlamentsmehrheit mit Patrice Mac-Mahon einen ebenfalls royalistisch gesinnten Militär in dieses Amt gewählt. Mac-Mahon akzeptierte den Rücktritt des bisherigen Vice-président du Conseil Jules Dufaure als Kabinettschef und beauftragte Albert de Broglie mit der Bildung einer Regierung de l’Ordre moral, also der moralischen Ordnung. Der Ausdruck wird in Mac-Mahons Rede vom 28. April 1873 verwendet:

« Mit der Hilfe Gottes, der Hingabe unserer Armee, die immer Sklave des Gesetzes sein wird, und der Unterstützung aller ehrlichen Menschen werden wir das Werk der Befreiung unseres Territoriums und der Wiederherstellung der moralischen Ordnung unseres Landes fortsetzen. Wir werden den inneren Frieden und die Prinzipien, auf denen unsere Gesellschaft beruht, aufrechterhalten. »

Am 24. Juli 1873 wurde der Bau der Kirche Sacré-Cœur de Montmartre beschlossen. Bei Säuberungen wurden republikanische Präfekten entlassen, Büsten der Marianne und Wahrzeichen der Republik wurden aus den Rathäusern entfernt. Die Gedenkfeiern zum 14. Juli wurden verboten. Pressegesetze aus der Zweiten Kaiserreich wurden wieder auf die republikanische Presse angewandt.
Finanziell stand die Regierung weiterhin unter dem Druck der nach dem Frieden von Frankfurt zu zahlenden Reparationen, dem Finanzminister Magne mit Steuererhöhungen begegnete. Die Aufrüstung der Armee wurde von den Kriegsministern weiter vorangetrieben.
Im Pelletier-Urteil fällte das Konfliktgericht am 30. Juli 1873 ein Urteil, in dem eine Unterscheidung zwischen persönlichem Verschulden und Dienstvergehen in der Verwaltungsgerichtsbarkeit getroffen wurde.
Das Ziel dieser Regierung war es, die Gesellschaft auf die Dritte Restauration vorzubereiten. Sie vertrat eine antiliberale, religiöse und antirepublikanische Politik. Die monarchistische Restauration wurde allerdings durch die Auseinandersetzung zwischen den Häusern Orléans – repräsentiert durch die Orléanisten (Comte de Paris) – und Bourbon (Comte de Chambord), das von den Legitimisten vertreten wurde, erschwert. Da dieses Problem noch nicht gelöst werden konnte, wurde am 20. November 1873 ein Gesetz verabschiedet, das die Amtszeit Präsident Mac-Mahons um sieben Jahre verlängerte (loi du septennat).

## Weiterführende Literatur
- Vincent Duclert: La République imaginée, 1870-1914. Belin, Paris 2010, ISBN 978-2-7011-3388-1.
- Jean-Marie Mayeur: Nouvelle histoire de la France contemporaine, t. 10: Les Débuts de la Troisième République, 1871-1898. Éditions du Seuil, coll. «Points. Histoire» (no 110), Paris 1973, ISBN 2-02-000670-7 (persee.fr).
- Pierre Miquel: La Troisième République. Fayard, Paris 1989, ISBN 978-2-213-02361-8.